# Che Dalha
Che Dalha (tibetisch ཆེ་ དགྲ་ ལྷ ZWPY Qê Zhalha, Wylie che dgra-lha; geboren im August 1958 in Shangri-La, Provinz Yunnan), auch als Che Zala und Qizhala (chinesisch 齊扎拉 / 齐扎拉, Pinyin Qízhālā) bekannt, ist ein chinesischer Politiker, der seit Januar 2017 Vorsitzender (Gouverneur) der Autonomen Region Tibet ist. Ursprünglich aus der Provinz Yunnan diente er zwischen 2012 und 2017 als Sekretär der Kommunistischen Partei der tibetischen Hauptstadt Lhasa. Seit Oktober 2017 ist er Mitglied des Zentralkomitees der Kommunistischen Partei Chinas.

## Leben
Che Dalha wurde im Kreis Zhongdian (中甸县,  Zhōngdiàn Xiàn, heute Shangri-La), in der Provinz Yunnan, als Angehöriger der tibetischen Minderheit geboren. Er verließ die Schule im Alter von 10 Jahren, um Vieh in seinem Heimatdorf zu hüten. Er schloss später die Grundschule und das Gymnasium ab, indem er sich selbst unterrichtete. 1979 nahm er mit guten Ergebnissen an den Beamtenprüfungen des Bezirks Zhongdian teil und erhielt als Landfunktionär einen Nebenjob in der Kommunistischen Jugendliga. 1983 wurde der 25-jährige Che Dalha Sekretär der Kommunistischen Jugendliga des Bezirks Zhongdian. Er stieg später zum stellvertretenden Parteisekretär und dann zum Parteisekretär des Bezirks Zhongdian auf. 
Zwischen 1994 und 2001 war Che Dalha maßgeblich daran beteiligt, die Marke "Shangri-La" im Kreis Zhongdian zum Leben zu erwecken, wodurch die Gegend zu einem wichtigen Touristenziel wurde. Im Jahr 2001, in dem er zum Gouverneur der tibetischen Autonomen Präfektur Diqing befördert wurde, wurde der Bezirk Zhongdian offiziell in Shangri-La umbenannt. 1996 besuchte er die Yunnan Nationalities University und schloss 1998 sein Studium in Wirtschaftswissenschaften mit dem Schwerpunkt ethnische Minderheiten ab. Er hat auch einen Bachelor-Abschluss von der Zentralen Parteischule in Politik und Recht. In Diqing wurde Che Dalha zugeschrieben, die Region zur "besten tibetischen Region in China" gemacht zu haben, wie von offiziellen chinesischen Quellen dokumentiert. In Yunnan wurde er 2010 zu einem ständigen Ausschussmitglied der Provinzpartei. 
Im September 2010 wurde Che Dalha zum Leiter der Zentralabteilung Vereinigte Arbeitsfront in der Autonomen Region Tibet ernannt. 2011 wurde er zum stellvertretenden Vorsitzenden der Politischen Konsultativkonferenz für Tibet gewählt. 2012 wurde er zum Parteisekretär der tibetischen Hauptstadt Lhasa ernannt. Der Wechsel wurde von einigen Einwohnern aus Lhasa begrüßt, da Che Dalha einen Han-Chinesen, Qin Yizhi, ersetzt hatte. In seinem Amt als Parteichef von Lhasa besuchte er Chicago und traf sich mit US-Senator Mark Kirk. Seine Amtszeit in Lhasa war maßgeblich von der Modernisierung des Stadtbildes bestimmt.
Am 15. Januar 2017 wurde Che Dalha zum Vorsitzenden der Autonomen Region Tibet als Nachfolger von Losang Jamcan ernannt. Er war der neunte ethnische Tibeter, der nach Beendigung der Kulturrevolution den Posten übernahm, und der erste Vorsitzende aus der Provinz Yunnan. Er war außerdem der erste Vorsitzende seit 20 Jahren, der außerhalb der Autonomen Region Tibet geboren wurde.